# Dimitar Kumčev
Dimitar Kumčev, (* 20. dubna 1980 v Asenovgradu, Bulharsko) je bulharský zápasník volnostylař. Zápasení se věnuje od 13 let. Připravuje se v rodném Asenovgradu pod vedením Vasila Paryševa. Vedle volného stylu zápasí i v plážovém zápase, ve kterém je mistrem světa z roku 2009. V bulharské seniorské reprezentaci se pohybuje od roku 2009 v nejtěžsí supertěžké váze. V roce 2016 byl nominován na olympijské hry v Riu na úkor Ljubena Ilieva, který kvalifikační kvótu v supertěžké váze vybojoval.